# حمده هیتی
حمده هیتی (نگارش و آوایش کهن: حمده هیتیّه) (۱۰۷۱-?) (نسب: حمده بنت واثق بن علی بن عبدالله) بانوی فقیه، واعظ و محدث عراقی در سدهٔ چهارم و اوایل پنجم هجری بود. از «ابوبکر بن بدران حلوانی» سماع حدیث داشت. حدیث و فقه را از سمعانی فراگرفت. او در مدینه و بغداد (باب المراتب) اقامت گزید و مجالس وعظ و ارشاد برگزار می‌کرد. سمعانی ذکر کرده که همراهش در مجالس ابوالقاسم سمرقندی شرکت می‌جسته چرا که در همسایگی‌اش در بغداد می‌زیسته است. تاریخ درگذشت او را منابع ذکر نکرده‌اند.